# Fiona pinnata
Fiona pinnata (Syn.: Coryphella pinnata) ist eine kleine pelagische gehäuselose Schnecke aus der Unterordnung der Nacktkiemer, die an Treibgut lebt und sich vorwiegend von Entenmuscheln ernährt. Sie ist die einzige Art der monotypischen Gattung Fiona und Familie Fionidae.

## Merkmale
Fiona pinnata hat einen länglichen, elliptischen Körper, der bei ausgewachsenen Schnecken meist 2 cm, bisweilen auch bis 5 cm werden kann. Je nach Ernährungssituation haben Kopf und Rumpf eine weiße bis braune oder violette Farbe. Der lange, lanzettliche Fuß ist vorn abgerundet und hinten zugespitzt. Der Rand des Fußes ist dünn, ausgefranst und faltig, nur am Kopf ganzrandig, wo er geteilt, aber ohne Fortsätze ist. Fiona pinnata hat Mundfühler und denselben sehr ähnliche, glatte Rhinophoren, doch hat sie keine Augen.
Die Schnecke hat an den beiden Rändern des Rückens zahlreiche längliche Cerata mit einem häutigen Saum an der Innenseite. Die Mitte des Rückens ist frei von Fortsätzen. Ganz außen gibt es auch kleine Cerata. Die Cerata erscheinen meist unregelmäßig, doch sind sie in schiefen Reihen aus 4 bis 6 Cerata angeordnet. Die äußeren Cerata sind dunkelbraun mit einem weißen Rand. Im Gegensatz zu anderen Fadenschnecken hat Fiona pinnata keine Nesselsäcke und speichert keine Nesselkapseln.
Die Zähne der einreihigen Radula haben einen zentralen Buckel und einige seitliche Zähnchen. Die beiden hornigen Kiefer haben eine gezähnelte Schneide. Der After befindet sich am Rücken rechts zwischen den Cerata. Die Schnecke hat als Zwitter eine männliche und eine weibliche Geschlechtsöffnung, einen unbewehrten Penis und zwei Receptacula seminis.

## Lebenszyklus
Zwei Schnecken begatten sich gegenseitig und befestigen am Treibgut ihre gallertigen Gelege, in deren durchsichtiger Hülle man die zahlreichen Eier sieht. Aus diesen schlüpfen zahlreiche Veliger-Larven, die bereits nach wenigen Tagen bei Berührung mit einem geeigneten Substrat zu kleinen gehäuselosen Schnecken metamorphosieren.

## Verbreitung und Lebensweise
Fiona pinnata ist weltweit in warmen und gemäßigten Meeren verbreitet. Hier ist sie an unterschiedlichen treibenden Gegenständen zu finden, wo auch ihre Beutetiere, Entenmuscheln, leben. Die Schnecke schwimmt nicht selbst, sondern ist auf das Treibgut angewiesen. Fiona pinnata ist bei den Kanarischen Inseln an jungen und adulten Unechten Karettschildkröten gefunden worden.
Fiona pinnata frisst Entenmuscheln vor allem der Gattung Lepas, und zwar Lepas anatifera, Lepas anserifera, Lepas hilli und Lepas testudinata, aber auch Dosima fascicularis, die an Treibgut wachsen. Andere Entenmuscheln wie Pollicipes polymerus oder Seepocken wie Balanus glandula werden nur gefressen, wenn sie verletzt oder geschwächt sind. Auch Nesseltiere wie Velella velella und Porpita porpita werden gefressen.